# Vaulx (Haute-Savoie)
Pour les articles homonymes, voir Vaulx.
Vaulx [vo] est une commune française située dans le département de la Haute-Savoie, en région Auvergne-Rhône-Alpes.

## Géographie
La commune de Vaulx fait partie du pays de l'Albanais, au nord du canton de Rumilly.
Le territoire communal a une superficie de 1 119 ha et une altitude moyenne de 540 mètres.

### Voies de communication et transports

#### Liaisons aériennes
L’aéroport d’Annecy, principalement dédié à l’aviation d’affaires, se trouve à 15 minutes à l’est, tandis que celui de Genève, à 45 minutes au nord, propose des liaisons régulières vers l’international.

#### Transports en commun

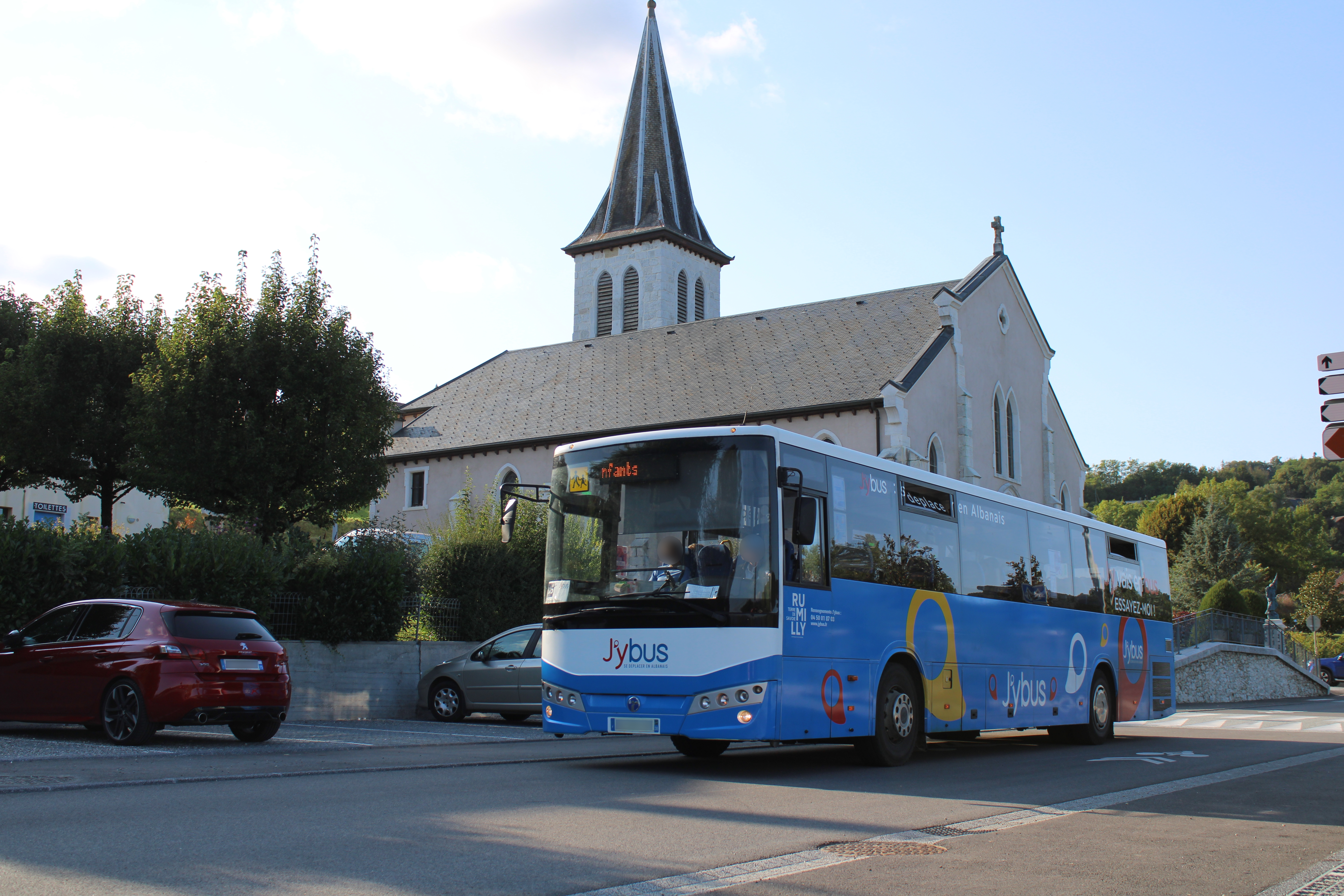
La ligne J5 du réseau J’ybus dessert la commune depuis août 2024.

Depuis le 19 août 2024, à la suite de la fin des travaux d’aménagement du chef-lieu et avec quelques jours d’avance sur la date initialement prévue en raison de travaux, la ligne J5 du réseau J’ybus, organisée par la communauté de communes Rumilly Terre de Savoie, dessert le centre de Vaulx. Cette ligne, créée l’année précédente, relie la gare de Rumilly au lycée agricole de Poisy via Vallières-sur-Fier et Hauteville-sur-Fier, d’où elle remonte vers Vaulx avant de redescendre vers Nonglard et Lovagny. 6 allers-retours sont proposés tous les jours du lundi au vendredi, sauf jours fériés. 2 arrêts sont situés à Vaulx : l’un au chef-lieu, et le second au niveau du lieu-dit Mornaz.
Des services scolaires sont également mis en place par l’intercommunalité pour permettre aux élèves de se rendre dans les établissements d’enseignement secondaire de Rumilly.

## Toponymie
En francoprovençal, le nom de la commune s'écrit Vô (graphie de Conflans) ou Vâls / Vâlx (ORB).

## Urbanisme

### Typologie
Au 1er janvier 2024, Vaulx est catégorisée commune rurale à habitat dispersé, selon la nouvelle grille communale de densité à sept niveaux définie par l'Insee en 2022.
Elle est située hors unité urbaine. Par ailleurs la commune fait partie de l'aire d'attraction d'Annecy, dont elle est une commune de la couronne,. Cette aire, qui regroupe 79 communes, est catégorisée dans les aires de 200 000 à moins de 700 000 habitants,.

### Occupation des sols
L'occupation des sols de la commune, telle qu'elle ressort de la base de données européenne d’occupation biophysique des sols Corine Land Cover (CLC), est marquée par l'importance des territoires agricoles (73,6 % en 2018), en diminution par rapport à 1990 (74,5 %). La répartition détaillée en 2018 est la suivante : 
terres arables (48,2 %), prairies (21 %), forêts (20,9 %), zones urbanisées (5,5 %), zones agricoles hétérogènes (4,4 %).
L'IGN met par ailleurs à disposition un outil en ligne permettant de comparer l’évolution dans le temps de l’occupation des sols de la commune (ou de territoires à des échelles différentes). Plusieurs époques sont accessibles sous forme de cartes ou photos aériennes : la carte de Cassini (XVIIIe siècle), la carte d'état-major (1820-1866) et la période actuelle (1950 à aujourd'hui).

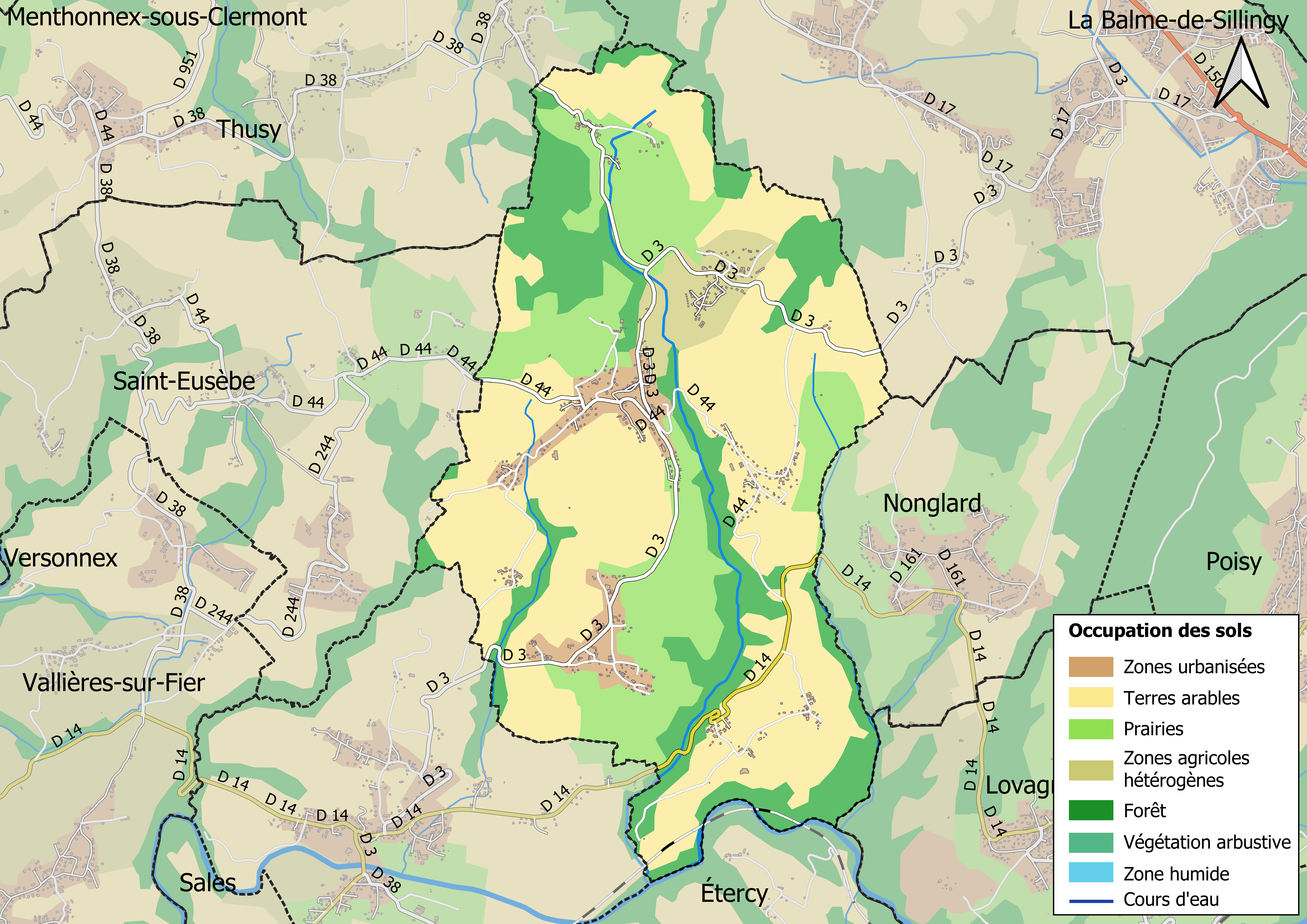
Carte des infrastructures et de l'occupation des sols en 2018 (CLC) de la commune.
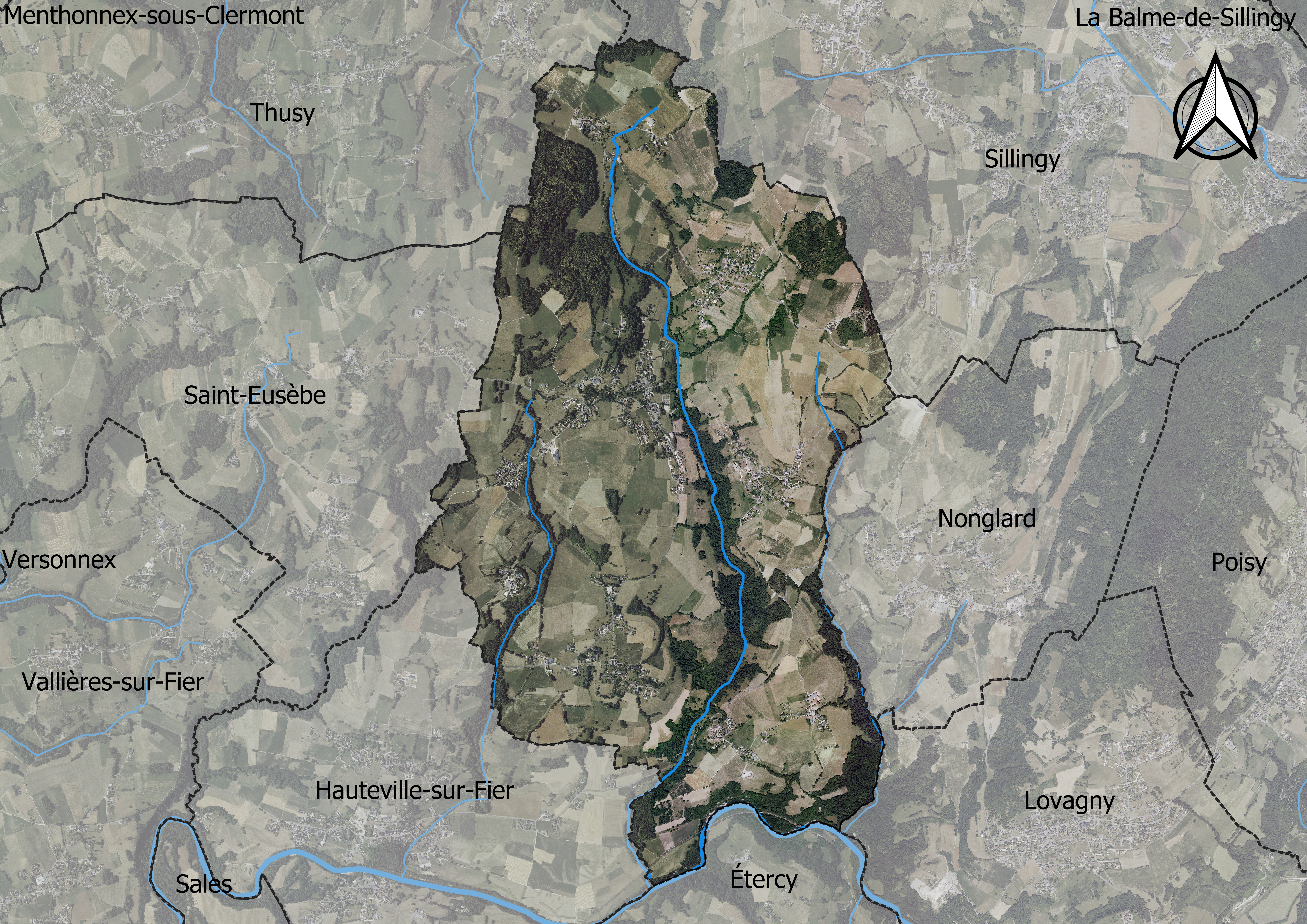
Carte orthophotogrammétrique de la commune.

## Politique et administration
| Période                                  | Période   | Identité            | Étiquette | Qualité |
| ---------------------------------------- | --------- | ------------------- | --------- | ------- |
| juin 1980                                | juin 1987 | Le curé de Vaulx    | ...       | ...     |
| juin 1987                                | juin 1995 | Raymond Perrissoud  | ...       | ...     |
| juin 1995                                | mars 2001 | Michel Sonjon       | ...       | ...     |
| mars 2001                                | mars 2008 | Christianne Dutruel | ...       | ...     |
| mars 2008                                | mars 2014 | Olivier Marmoux     |           |         |
| mars 2014                                | En cours  | Alain Gerelli       | ...       | ...     |
| Les données manquantes sont à compléter. |           |                     |           |         |

Elle fait partie de la communauté de communes Rumilly Terre de Savoie.

## Population et société

### Démographie
L'évolution du nombre d'habitants est connue à travers les recensements de la population effectués dans la commune depuis 1793. Pour les communes de moins de 10 000 habitants, une enquête de recensement portant sur toute la population est réalisée tous les cinq ans, les populations de référence des années intermédiaires étant quant à elles estimées par interpolation ou extrapolation. Pour la commune, le premier recensement exhaustif entrant dans le cadre du nouveau dispositif a été réalisé en 2005.
En 2022, la commune comptait 1 080 habitants, en évolution de +12,97 % par rapport à 2016 (Haute-Savoie : +6,01 %, France hors Mayotte : +2,11 %).
| 1793 | 1800 | 1806 | 1822 | 1838 | 1848  | 1858 | 1861 | 1866 |
| ---- | ---- | ---- | ---- | ---- | ----- | ---- | ---- | ---- |
| 550  | 551  | 637  | 704  | 807  | 1 019 | 958  | 958  | 952  |

| 1872 | 1876 | 1881 | 1886 | 1891 | 1896 | 1901 | 1906 | 1911 |
| ---- | ---- | ---- | ---- | ---- | ---- | ---- | ---- | ---- |
| 911  | 913  | 940  | 910  | 893  | 814  | 805  | 766  | 702  |

| 1921 | 1926 | 1931 | 1936 | 1946 | 1954 | 1962 | 1968 | 1975 |
| ---- | ---- | ---- | ---- | ---- | ---- | ---- | ---- | ---- |
| 625  | 599  | 536  | 505  | 484  | 476  | 432  | 419  | 413  |

| 1982 | 1990 | 1999 | 2005 | 2006 | 2010 | 2015 | 2020  | 2022  |
| ---- | ---- | ---- | ---- | ---- | ---- | ---- | ----- | ----- |
| 508  | 562  | 738  | 797  | 803  | 847  | 952  | 1 044 | 1 080 |

### Manifestations culturelles et festivités
Concours de boules annuel en alternance avec les communes limitrophes de Thusy et Saint-Eusèbe.
Feux de la Saint-Jean (fête du village) le dernier samedi de juin.
Feux d'artifice sur la place du village le 13 juillet.

### Médias
- Télévision locale : TV8 Mont-Blanc.

## Économie

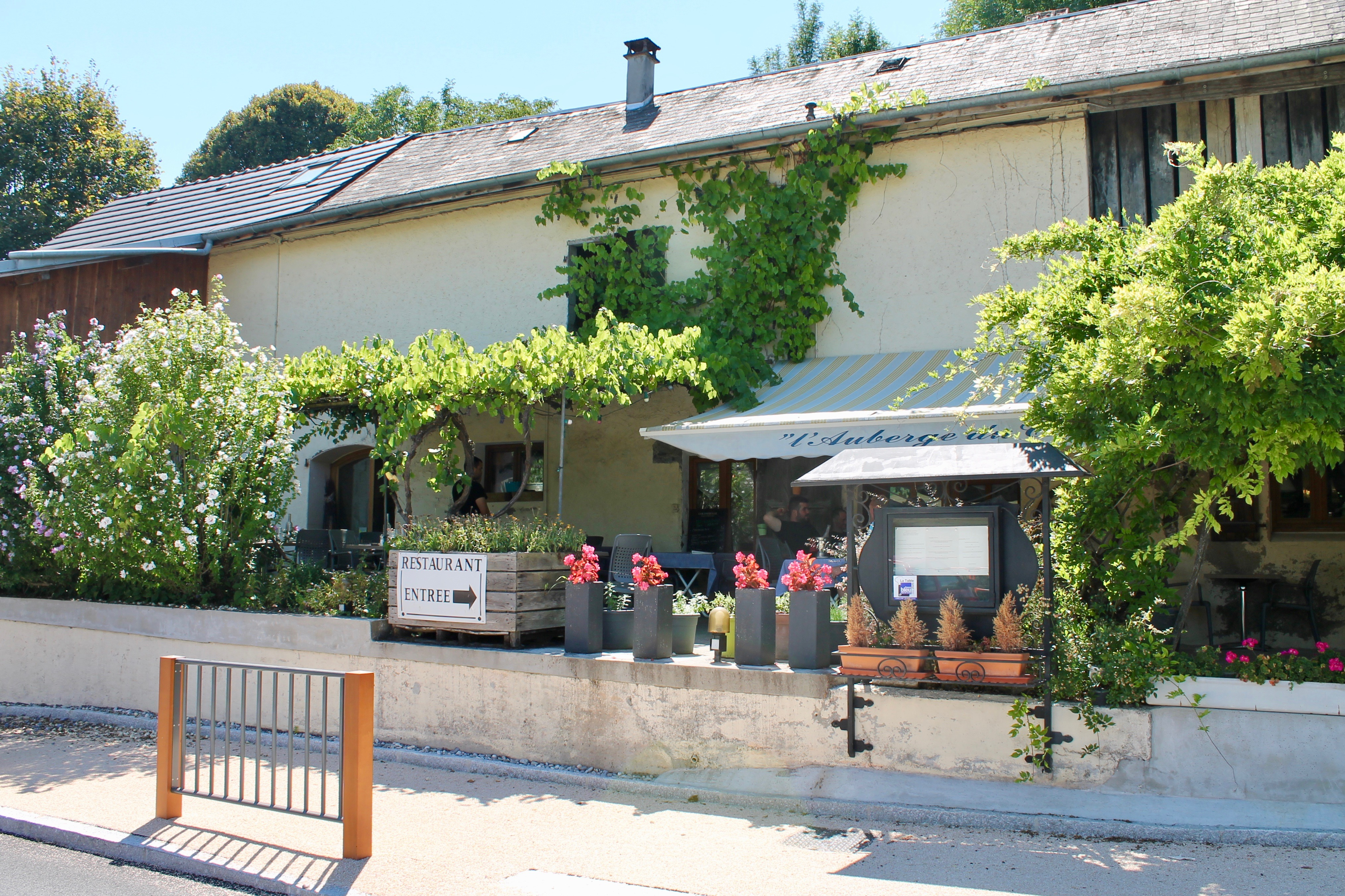
Façade du restaurant Par Monts et par Vaulx, situé au chef-lieu.

En 2012, le restaurant bistronomique Par Monts et par Vaulx est classé Bib Gourmand du Guide Michelin 2012, dont il possède toujours le classement en 2017.
Le tourisme est motivé notamment par la présence des Jardins secrets de Vaulx, un jardin privé, entre Orient et Occident sur plus de 7 000 m2 de plantations, de mosaïques, d'ouvrages en bois, divisé en plusieurs jardins intérieurs et extérieurs à thèmes.

## Lieux et monuments

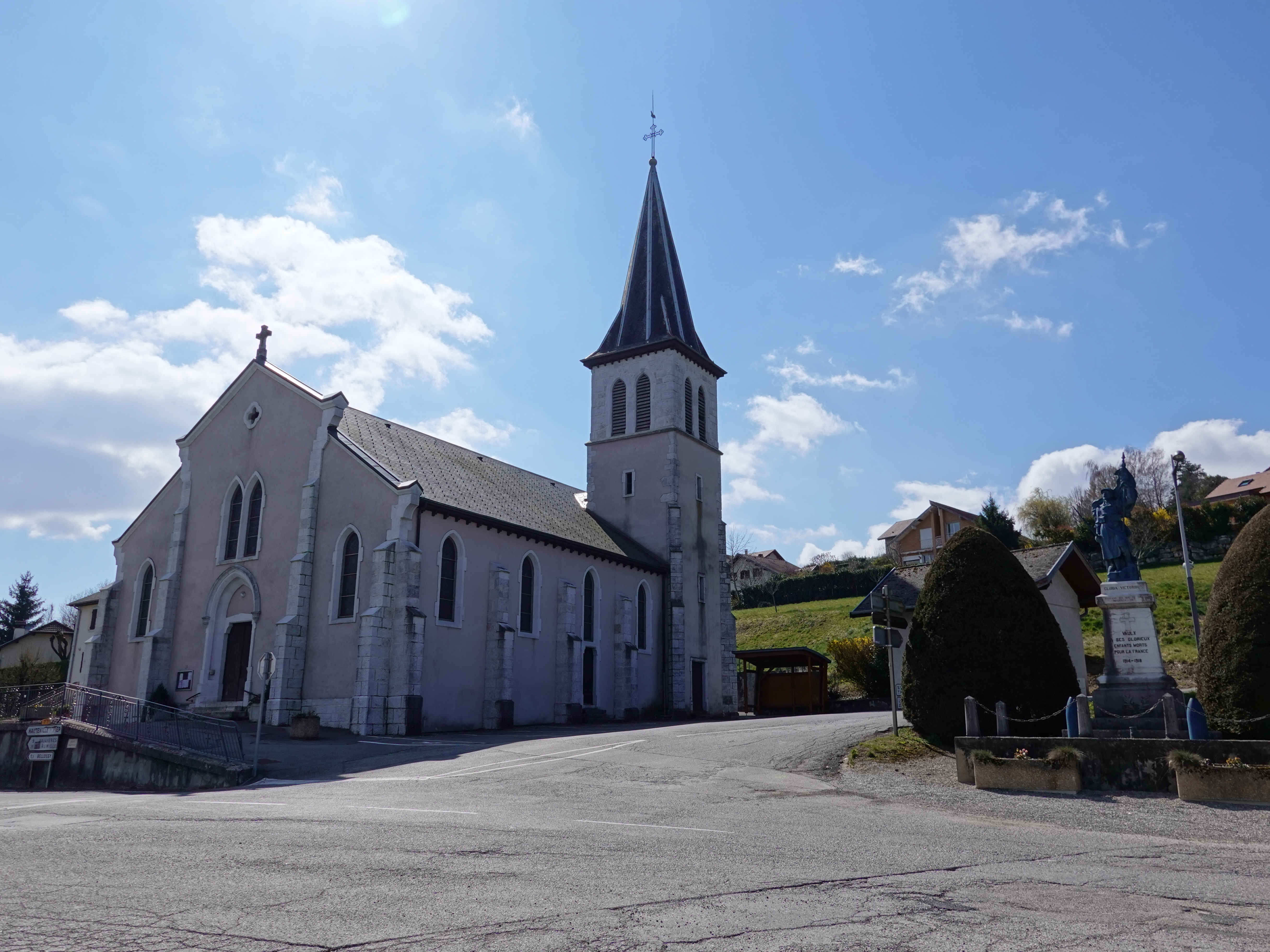
Église Saint-Pierre et monument aux morts.

- L'église Saint-Pierre néo-gothique de 1898.
- Le monument aux morts.
- La fontaine aux Demoiselles : sculpture en marbre située devant la mairie de Vaulx.